# Jim (musikalbum)
Jim är Jim Jidheds självbetitlade första soloalbum, och utkom 1990. Det innehöll bland annat låtarna Wild Young and Free samt Silence Is Golden som bägge tog sig in på listorna. Det gjordes en musikvideo till Wild Young and Free.

## Låtlista
1. All I Want Is You
2. These Are The Good Times
3. Love Hurts
4. Don't Lose Any Sleep
5. Lay Our Weapons Down
6. You Must Tell Her
7. Wild, Young and Free
8. Heart to Heart
9. Dangerous
10. Two Cold Hearts
11. Oh Girl
12. Silence Is Golden

## Medverkande
- Jim Jidhed - Sång
- Staffan Astner - Gitarr
- Björn Boge - Bas
- Geir Olav Bokestad - Keyboards
- Tony Borg - Gitarr
- Ola Petter Hansen - Trummor
- Svein Dag Hauge - Gitarr
- Trond Holter - Gitarr
- Ken Ingwersen - Gitarr
- Ulf Jonsson - Gitarr
- Per Lindwall - Trummor
- Svante Persson - Trummor, Keyboard
- Jon Willy Rydningen - Keyboard
- Lars Aas - Bakgrundssång
- Sigvard Dagsland - Bakgrundssång
- Siri Dale - Bakgrundssång
- Leif Digernes - Bakgrundssång
- Ole Evenrude - Bakgrundssång
- Unni Gröndal - Bakgrundssång
- Haakon Iversen - Bakgrundssång
- Line Jacobsen - Bakgrundssång
- Ronny Lahti - Bakgrundssång

### Fotnoter
1. ↑  ”Jim”. Svensk mediedatabas. 27 februari 1990. https://smdb.kb.se/catalog/id/001477120. Läst 11 september 2017.